# Hauptidia duffelsi
Hauptidia duffelsi är en insektsart som beskrevs av Dlabola 1979. Hauptidia duffelsi ingår i släktet Hauptidia och familjen dvärgstritar.
Artens utbredningsområde är Grekland. Inga underarter finns listade i Catalogue of Life.